# محمد سالم ولد عدود
محمد سالم بن محمد عالي بن عبد الودود الهاشمي  المعروف بـعَدُّود ولد يوم الاثنين 14 رجب سنة 1348 هـ / الموافق 16 ديسمبر سنة 1929م في نواحي بوتلميت بولاية الترارزة في الجنوب الغربي الموريتاني ؛ وتوفي يوم الأربعاء 4 جمادى الأولى سنة 1430 هـ / موافق 29 أبريل سنة 2009م في قرية أم القرى التابعة لمقاطعة واد الناقة ، فقيه ومحدث ولغوي وشاعر موريتاني.

## حياته
درَسَ محمد سالم ولد عدود الهاشمي من ذرية الحسين ابن علي رضي الله عنهما  على والديه جميع العلوم الشرعية واللغوية حتى برَّز في جميعها على حداثة سنه .
ويعتبر عالما إسلاميا مشهورا، برع في علمي اللغة والنحو العربي، وله مؤلفات في الفقه المالكي، وصف بأنه كان مكتبة تمشي على قدميها [وفقًا لِمَن؟]
فهو يلم بكثير من اللغات ولو على وجه الطرفة ويعرف أشياء من علم النجوم وعلوم الأفلاك وعلوم الرمل وأشياء من الحساب وأشياء من عادات الناس وطبائعهم ولهجاتهم.
توجد محظرته في قرية أم القرى وهو خال العالم والداعية الإسلامي المعروف محمد الحسن الددو.
ابتُعث العلامة عدود في أوائل الستينيات ضمن بعثة من القضاة الشرعيين للتدريب في تونس وتخرج بشهادة «ليسانس» في الحقوق سنة 1965، ثم التحق الشيخ بسلك القضاء وتدرج في سلمه حتى عين على رأس المحكمة العليا سنة 1982، وفي سنة 1988 وفي بداية عهد الرئيس الأسبق معاوية ولد سيد أحمد الطايع عُين الشيخ وزيرا للثقافة والتوجه الإسلامي وظل في ذلك المنصب حتى سنة 1991 غداة تشكيل أول حكومة بعد التحول الديمقراطي الذي عرفته موريتانيا.

### شيوخه
أول شيوخه أبوه الشيخ محمد عالي بن عبد الودود ثم بعد بلوغه سن العاشرة تتلمذ على يد خاله الشيخ أحمد محمود بن أمين فدرس عنده العقائد ومبادئ من المنطق والبيان والنحو لعبيد ربه ولامية ابن مالك وألفيته ثم أخذ عن يحظيه بن عبد الودود شيخ أحمد محمود وأخذ عن الشيخ محمذن فال بن محمد مولود بن أحمد الملقب بالددو وكذا الشيخ حامد بن محنض باب بن اعبيد فدرس عليه مقدمات الأصول (ورقات إمام الحرمين) ونظم الطيبية وبعض المؤلفات والمتون الأخرى ثم درس على الشيخ آل محمد سالم فأنهى عنده دراسة مختصر خليل بالحضور والسماع.
وممن أجازه أيضا: الشيخ محمد الطاهر بن عاشور، والشيخ محمد الشاذلي النيفر، والشيخ نعيم بن أحمد النعيمي، كما أجازه علماء آخرون منهم الشيخ عبد القادر الأرناؤوط، والشيخ محمد عبد اللطيف صالح الفرفور.

## وظائفه
- التحق الشيخ بسلك القضاء خلال فترة 1965-1984 وتدرج فيه من منصب القضاء نائبا لرئيس المحكمة الابتدائية، ثم نائبا لرئيس المحكمة العليا ورئيسا للغرفة الإسلامية فيها فترة طويلة، حاول خلالها جاهدا إلغاء القانون الوضعي في البلاد واستبداله بقانون شرعي حتى تم له بعض ذلك، ثم عُين الشيخ رئيسا للمحكمة العليا ما بين 1984-1987 ؛
- عُيّن وزيرا للثقافة والتوجيه الإسلامي في الفترة 1987-1992 ، ثم رئيسا للمجلس الإسلامي الأعلى بين 1992-1997..
- والشيخ عضو في المجمع الفقهي لرابطة العالم الإسلامي، وفي المجمع الفقهي للمؤتمر الإسلامي، وفي المجلس العلمي للأزهر، وفي الأكاديمية المغربية.

وممن جرت بينهما مشاعرة أدبية فقهية رصينة الشيخ محمد الحاج بن محمد أحمد الحسني ثم الأدرعي (ت 1423هـ) وهو من كبار علماء شمال مالي تتعلق بحكم الأوراق النقدية، ومطلع ما قال: 
ومطلع إجابة الشيخ عدود:
ومطلع ما أجاب به الشيخ محمد الحاج بعد ذلك:
وكان آخر المكاتبات العلمية بينهما أن أرسل إليه الشيخ ولد عدود كتابا في رجال الحديث وهو المنفردات الوحدان للإمام مسلم ، فكتب عليه:
وأرسل إليه الثاني رسالة أهدى إليها فيها مقدمة نظمه.
في السنوات الأخيرة تفرغ الشيخ عدود لمحظرته في قرية أم القرى ( 58 كلم) شرق العاصمة نواكشوط وترك العمل الرسمي باستثناء المحاضرات التي كان يلقيها في برنامجي روضة الصيام والسمر الرمضاني في الشهر الفضيل، خلال العقود الأخيرة وقد اكتسبت محظرته في العشرين عاماً الماضية شهرة عالمية بالإضافة لشهرتها المحلية حيث وفد إليها الطلاب من المغرب العربي والخليج وإفريقيا كما وفد إليها مسلمون جدد من أمريكا وأوروبا.

## وفاته
توفي يوم الأربعاء 4 - جمادى الأولى - 1430هـ / الموافق 29 أفريل 2009 م بقرية «أم القري» الواقعة في الجنوب الغربي من موريتانيا.
رثى الشيخ حمدا ولد التاه صديق عمره الشيخ الراحل معبرا عن حزنه عبر أبيات هذا نصها:

## مؤلفاته
- مجمل اعتقاد السلف: هذه المنظومة مقدمة لنظم طويل اشتمل على ( مائة ألف مسألة فقهية ) على مذهب مالك وأهل المدينة في ( بضعة عشر ألف بيت ) من كامل الرجز، وخاتمة جامعة لأهم الآداب والأخلاق الإسلامية في ( خمسمائة بيت ) ؛
- منظومة التسهيل والتكميل نظم مختصر الشيخ خليل في حوالي سبعة عشر ألف بيت طبع مع شرحه التذليل والتذييل وهو موسوعة في الفقه المالكي؛
- نظم مصطلحات (فهارس وعناوين) تبصرة الحكام لبن فرحون في الفقه المالكي ؛
- نظم العمدة لابن قدامة الحنبلي ؛

وللشيخ دواوين شعرية لم تنشر بعد.

### نماذج من شعره
- سئل عن اللحوم المجمَّدة المستوردة من بلاد الأعاجم، فأجاب بأبيات بيَّن فيها حكم المسألة، بعد أن تناول تفاحة كانت أمامه:

- وقال أيضا:

- ومما قاله رحمه الله لما قرر الرئيس الموريتاني ألاَّ تنظَمَّ موريتانيا إلى جامعة الدول العربية مخاطبا دولته:

- وقال يصف أول ركوب له بالطائرة سنة 1961 في رحلة من داكار إلى أوروبا: